# Pierre-Antoine Bozo
Pierre-Antoine Etienne Bozo (ur. 14 marca 1966 w Argentan) – francuski duchowny katolicki, biskup Limoges w latach 2017–2025, biskup koadiutor La Rochelle (nominat).

## Życiorys
Święcenia kapłańskie otrzymał 3 lipca 1994 i został inkardynowany do diecezji Sées. Był m.in. diecezjalnym duszpasterzem powołań i młodzieży, wicerektorem i rektorem seminarium duchownego w Caen, wikariuszem biskupim, wikariuszem generalnym oraz kanclerzem kurii.
11 maja 2017 papież Franciszek mianował go ordynariuszem diecezji Limoges. Sakry udzielił mu 3 września 2017 metropolita Poitiers - arcybiskup Pascal Wintzer. 19 sierpnia 2025 papież Leon XIV mianował go biskupem koadiutorem La Rochelle.